# 알렉산드라 자리니
알렉산드라 구치 자리니(이탈리아어: Alexandra Gucci Zarini, 1985년~)는 AGCF의 설립자로, 목적 중심의 럭셔리 패션 하우스이다. 그녀는 알렉산드라 구치 어린이 재단의 아동 옹호자이자 설립자이다. 그녀는 알도 구치의 손녀이자 구초 구치의 증손녀이며 구치 가문의 구성원이자 상속녀이다.